# Zamia furfuracea
Zamia furfuracea L.f. in Aiton, 1789 è una cicade della famiglia delle Zamiaceae, nativa del Messico.

## Descrizione

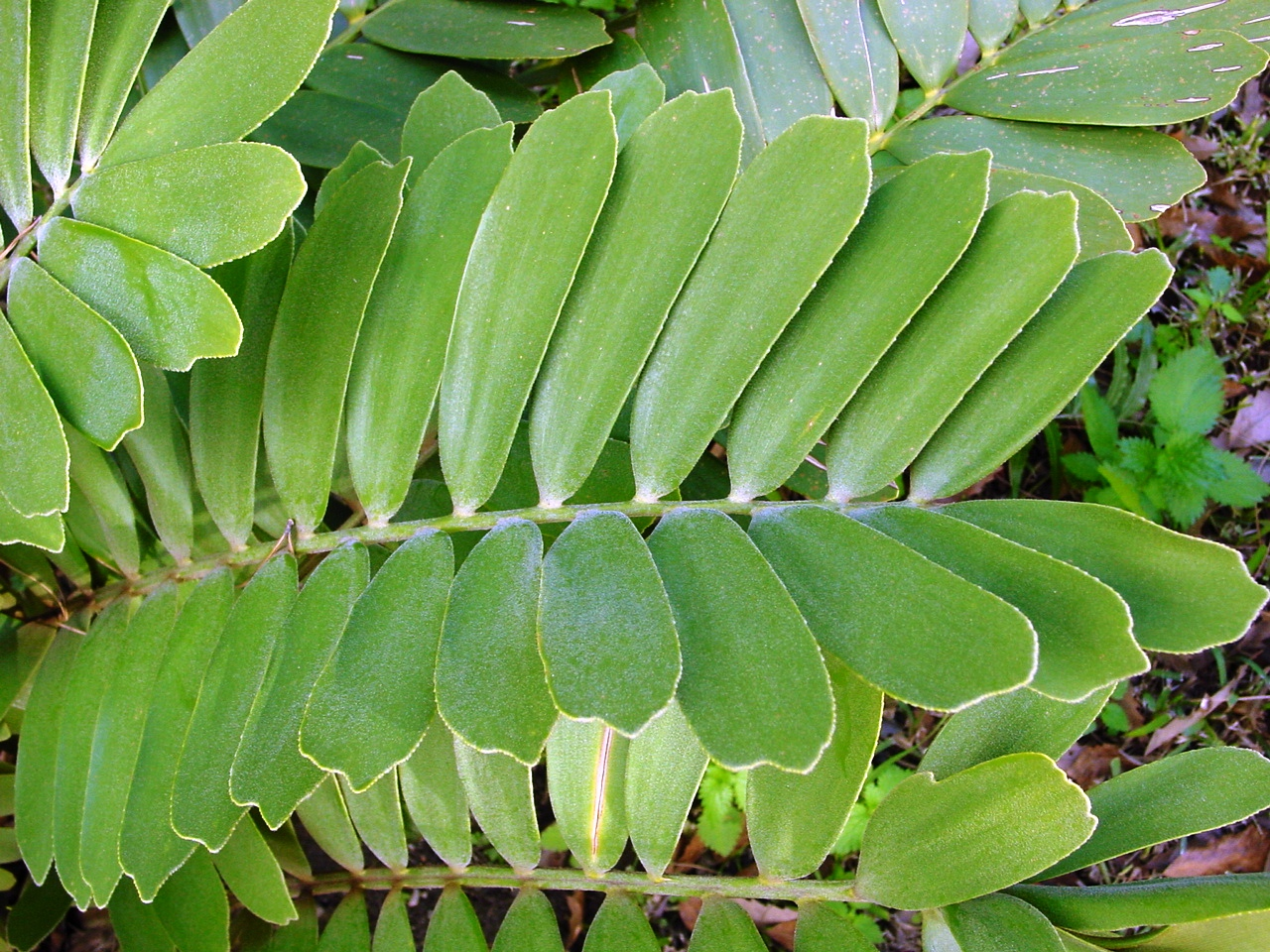
Foglie

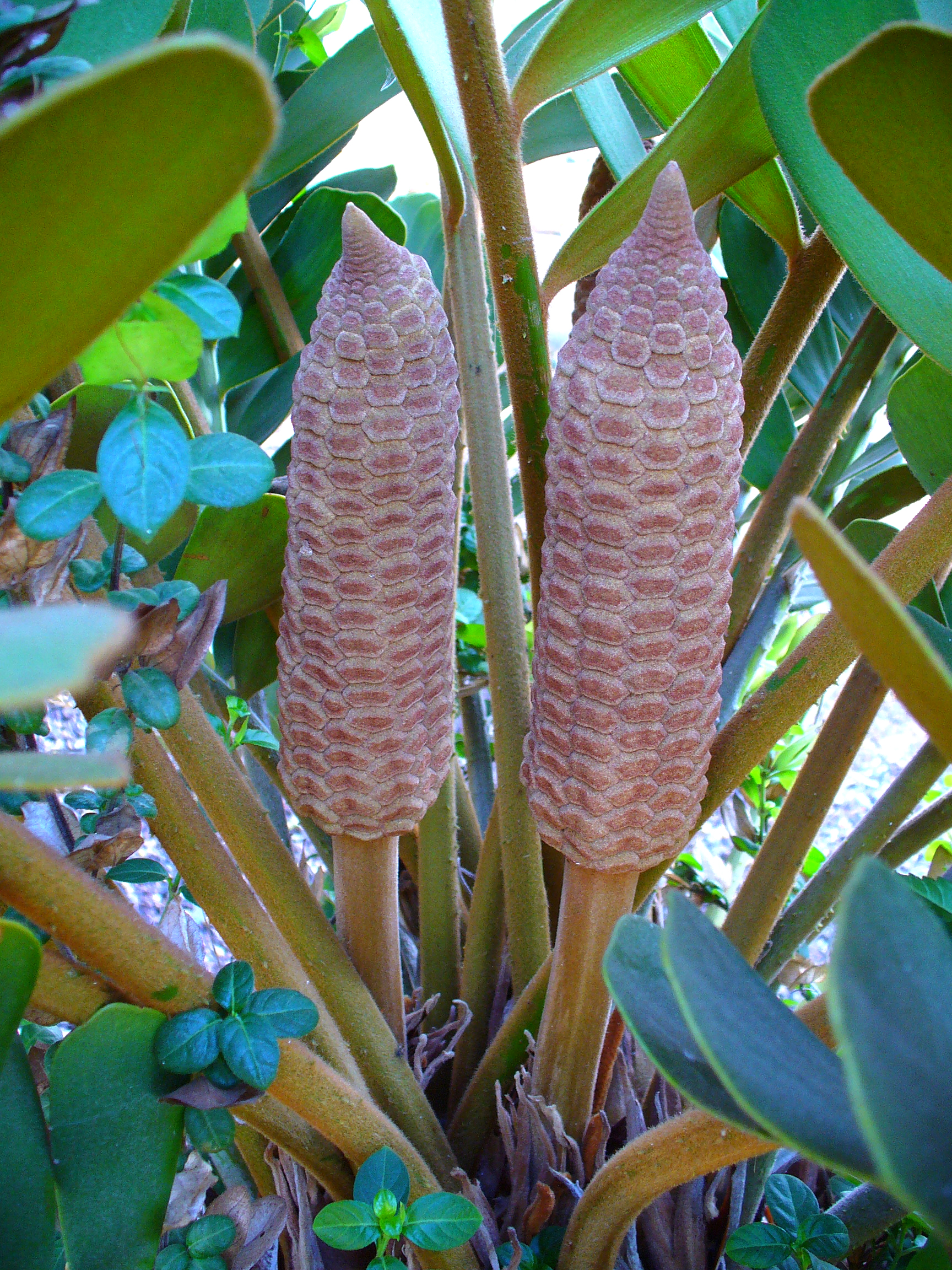
Coni maschili

Il fusto è tozzo, in parte sotterraneo, non ramificato, e funge da serbatoio di acqua nelle stagioni secche.
Le foglie sono coriacee, pennate, dall'aspetto lucido e ceroso, disposte a rosetta sull'apice del fusto; possono raggiungere 1 m di lunghezza. Ciascuna foglia è composta da 6 a 12  paia di foglioline, lunghe 10–12 cm, ricoperte da una corta peluria (a cui si deve l'epiteto specifico), che si dipartono dal rachide centrale. Mancano di una venatura centrale ma presentano venature multiple e ramificate. A differenza di altre cicadi manca la differenziazione delle foglie basali in spine.
Sono piante dioiche che raggiungono la maturità sessuale intorno ai 2-3 anni. I coni maschili, da 1 a 6 per pianta, sono oblunghi;  i coni femminili, singoli, sono ovoidali e dotati di un corto peduncolo.
I semi sono rossi, ovoidali, con diametro maggiore di circa 1 cm

## Biologia
Si riproduce per impollinazione entomofila ad opera di diverse specie di coleotteri curculionoidei del genere Rhopalotria (Belidae).

## Distribuzione e habitat
La speciè è nativa della regione di Veracruz (Messico), ove cresce dal livello del mare sino ai 200 m di altitudine.
Predilige terreni aridi e sabbiosi.

## Conservazione
La Lista rossa IUCN classifica Zamia furfuracea come specie in pericolo di estinzione (Endangered).

## Coltivazione e propagazione
Z. furfuracea è una delle cicadi più coltivate. Si propaga facilmente da seme, raggiungendo la maturità nell'arco di tre anni.